# Cecidothyris
Cecidothyris is een geslacht van vlinders van de familie venstervlekjes (Thyrididae).

## Soorten
- C. affinia Whalley, 1971
- C. chrysotherma (Hampson, 1914)
- C. guttulata Aurivillius, 1910
- C. longicorpa Whalley, 1971
- C. orbiferalis (Gaede, 1917)
- C. parobifera Whalley, 1971
- C. pexa (Hampson, 1906)
- C. tyrannica Whalley, 1971